# Glyptosister cornutus
Glyptosister cornutus är en skalbaggsart som beskrevs av Helava in Helava et al. 1985. Glyptosister cornutus ingår i släktet Glyptosister och familjen stumpbaggar. Inga underarter finns listade i Catalogue of Life.